# Ferrari 150° Italia
Chronologie des modèles (2011)
Ferrari F10 Ferrari F2012
La Ferrari 150° Italia (prononcé à l'italienne centocinquantesimo) est la monoplace de Formule 1 engagée par la Scuderia Ferrari au championnat du monde de Formule 1 2011. La dénomination de la monoplace a été choisie pour célébrer les 150 ans de l’unification de l’Italie. Présentée le 28 janvier 2011 à Maranello, elle entame la saison de Formule 1 le 27 mars 2011 au Grand Prix d'Australie, pilotée par l’Espagnol Fernando Alonso et le Brésilien Felipe Massa. Elle ne remporte qu'une seule victoire au cours de cette saison.
Lorsque la saison débute en Australie, la 150° Italia étonne par son absence notable de rythme, surtout en qualifications. Les pilotes Alonso et Massa sont respectivement de 1,4 et 2,0 secondes plus lent que le poleman Sebastian Vettel dans sa Red Bull RB7. Par la suite, les performances de la monoplace s'améliorent et permettent à Alonso de se placer systématiquement dans les cinq premières positions. Au terme de la saison, Ferrari se classe 3e avec 375 points, derrière Red Bull et McLaren.

## Litige avec Ford sur le nom de la monoplace
Elle était initialement nommée « F150 » pour célébrer les 150 ans de l’unification de l’Italie, mais Ferrari a été contrainte de la renommer en F150th Italia après une plainte déposée par Ford, dont l’un des pick-up est nommé F-150. Le 4 mars 2011 néanmoins, Ford a retiré sa plainte, tandis que Ferrari annonçait un nouveau changement du nom de sa monoplace. Le F signifiant Ferrari disparaît et le « th » est remplacé par un « ° ». Selon Ferrari, cela « devrait faire en sorte que même la plus bête des personnes comprenne que ce nom est un hommage à l'unification de notre pays ».

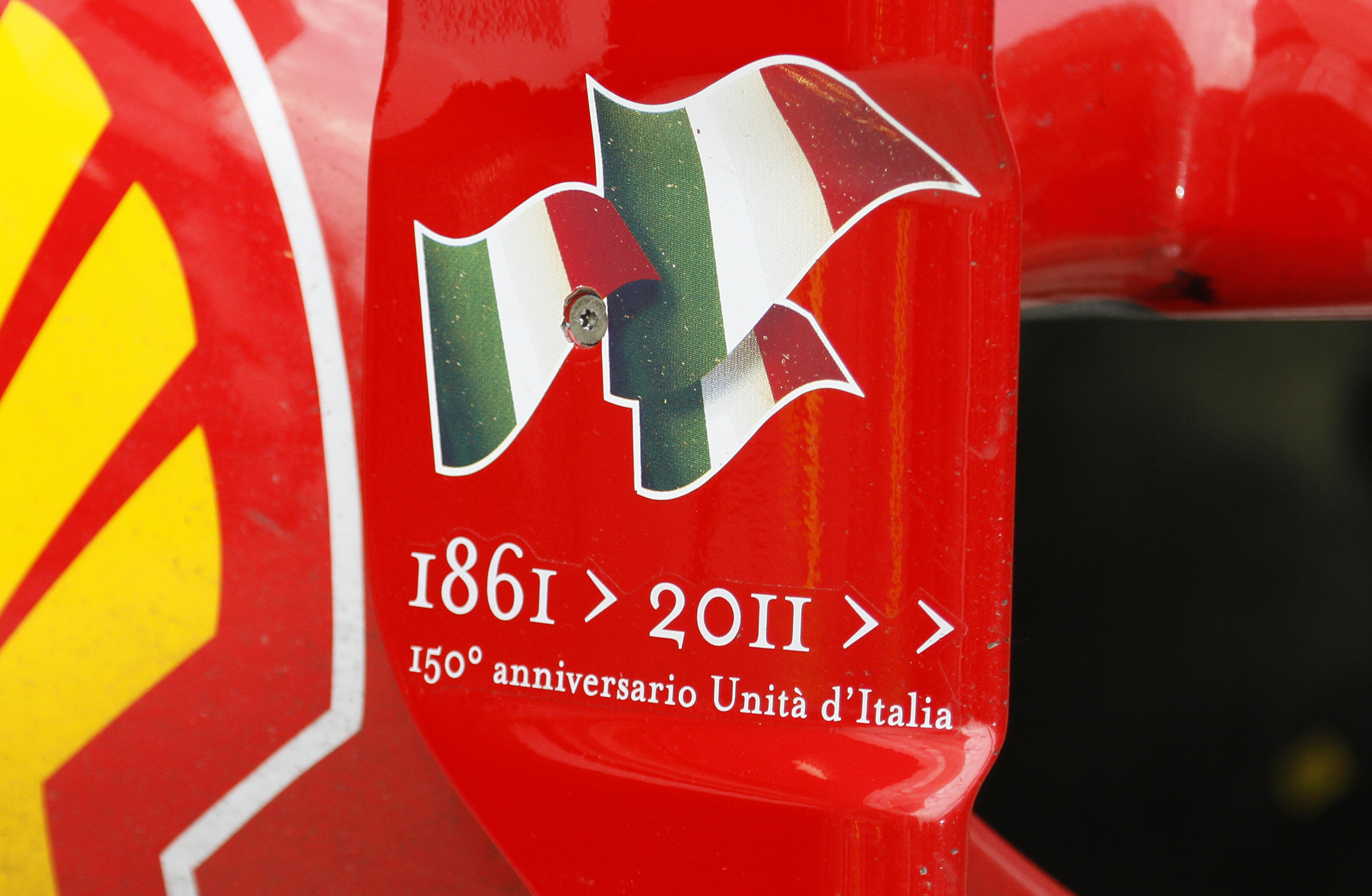
Inscription commémorative sur un déflecteur de la 150° Italia.

## Résultats en championnat du monde de Formule 1
| Saison | Écurie           | Moteur              | Pneus   | Pilotes         | Courses | Courses | Courses | Courses | Courses | Courses | Courses | Courses | Courses | Courses | Courses | Courses | Courses | Courses | Courses | Courses | Courses | Courses | Courses | Points inscrits | Classement |
| Saison | Écurie           | Moteur              | Pneus   | Pilotes         | 1       | 2       | 3       | 4       | 5       | 6       | 7       | 8       | 9       | 10      | 11      | 12      | 13      | 14      | 15      | 16      | 17      | 18      | 19      | Points inscrits | Classement |
| ------ | ---------------- | ------------------- | ------- | --------------- | ------- | ------- | ------- | ------- | ------- | ------- | ------- | ------- | ------- | ------- | ------- | ------- | ------- | ------- | ------- | ------- | ------- | ------- | ------- | --------------- | ---------- |
| 2011   | Scuderia Ferrari | Ferrari V8 Type 056 | Pirelli |                 | AUS     | MAL     | CHI     | TUR     | ESP     | MON     | CAN     | EUR     | GBR     | ALL     | HON     | BEL     | ITA     | SIN     | JAP     | COR     | IND     | ABU     | BRÉ     | 375             | 3e         |
| 2011   | Scuderia Ferrari | Ferrari V8 Type 056 | Pirelli | Fernando Alonso | 4e      | 6e      | 7e      | 3e      | 5e      | 2e      | Abd     | 2e      | 1er     | 2e      | 3e      | 4e      | 3e      | 4e      | 2e      | 5e      | 3e      | 2e      | 4e      | 375             | 3e         |
| 2011   | Scuderia Ferrari | Ferrari V8 Type 056 | Pirelli | Felipe Massa    | 7e      | 5e      | 6e      | 11e     | Abd     | Abd     | 6e      | 5e      | 5e      | 5e      | 6e      | 8e      | 6e      | 9e      | 7e      | 6e      | Abd     | 5e      | 5e      | 375             | 3e         |

Légende : ici